# اسمش عشقه
اسمش عشقه آخرین آلبوم رسمی مرتضی پاشایی است
که در بیست و ششمین مرداد ماه سال ۱۳۹۴ و پس از درگذشت مرتضی پاشایی به صورت رسمی منتشر شد.  ناشر این آلبوم ناصر پاشایی، پدر وی و تهیه‌کننده آن منصور پاشایی، عموی اوست. پخش آلبوم نیز توسط پخش دنیای هنر انجام شده است.

## ترانه‌ها
| شماره      | نام                                | سراینده         | آهنگساز      | تنظیم                       | مدت   |
| ---------- | ---------------------------------- | --------------- | ------------ | --------------------------- | ----- |
| ۱.         | «حس جدید»                          | مهرزاد امیرخانی | مرتضی پاشایی | معین راهبر و ایمان احمدزاده | ۳:۰۵  |
| ۲.         | «اسمش عشقه»                        | مهرزاد امیرخانی | مرتضی پاشایی | آرش پاکزاد                  | ۳:۲۷  |
| ۳.         | «عاشقترین»                         | مهرزاد امیرخانی | میلاد ترابی  | میلاد ترابی                 | ۴:۵۹  |
| ۴.         | «اشکام جاریه»                      | مهرزاد امیرخانی | مرتضی پاشایی | آرش پاکزاد                  | ۳:۳۸  |
| ۵.         | «وقتی دلم عاشقه»                   | مهرزاد امیرخانی | مرتضی پاشایی | مهران عباسی                 | ۴:۰۰  |
| ۶.         | «هم نفس»                           | مهرزاد امیرخانی | مرتضی پاشایی | محمد فلاحی                  | ۲:۵۶  |
| ۷.         | «خجالتی»                           | مهرزاد امیرخانی | مرتضی پاشایی | آرش پاکزاد                  | ۳:۵۴  |
| ۸.         | «یه لحظه»                          | مهرزاد امیرخانی | مرتضی پاشایی | آرش پاکزاد                  | ۳:۵۰  |
| ۹.         | «ادعا»                             | مهرزاد امیرخانی | مرتضی پاشایی | محمد فلاحی                  | ۳:۲۹  |
| ۱۰.        | «حالاحالاها (همخوان:مصطفی پاشایی)» | مهرزاد امیرخانی | مرتضی پاشایی | آرش پاکزاد                  | ۳:۴۸  |
| ۱۱.        | «نگران منی»                        | مهرزاد امیرخانی | مرتضی پاشایی | معین راهبر                  | ۳:۵۲  |
| ۱۲.        | «روز برفی»                         | مهرزاد امیرخانی | مرتضی پاشایی | آرش پاکزاد                  | ۳:۵۱  |
| ۱۳.        | «عصر پاییزی»                       | مهرزاد امیرخانی | مرتضی پاشایی | معین راهبر                  | ۳:۰۲  |
| ۱۴.        | «اسمش عشقه (نسخه دو)»              | مهرزاد امیرخانی | مرتضی پاشایی | میلاد ترابی                 | ۳:۱۸  |
| ۱۵.        | «ریمیکس»                           | مهرزاد امیرخانی | مرتضی پاشایی | محمد فلاحی                  | ۵:۳۰  |
| مجموع مدت: | مجموع مدت:                         | مجموع مدت:      | مجموع مدت:   | مجموع مدت:                  | ۵۶:۴۷ |

## دست‌اندرکاران
ترانه سرا: مهرزاد امیرخانی
آهنگسازان: مرتضی پاشایی، میلاد ترابی
تنظیم کنندگان: آرش پاکزاد، معین راهبر، میلاد ترابی، ایمان احمدزاده، محمد فلاحی  
گروه نوازندگان:
پیانو: رضا تاجبخش، معین راهبر، انوشیروان تربتی
گیتار اسپانیش: فرشید ادهمی، فیروز ویسانلو، امیرحسین کاشانیان
گیتار آکوستیک و نایلون: فرشید ادهمی
گیتار الکتریک: فرشید ادهمی
گیتار باس: آرین کشیشی، امیل عباسی مهر
ویولن و آلتو: احسان نی‌زن، کسری خدیور
ابوا: آرین قیطاسی
ملودیکا: انوشیروان تربتی
ساکسفون: هومن نامداری
آکاردئون: فیروز ویسانلو
پرکاشن: محمد شعبانی
پالماس: فرشید ادهمی
سایر عوامل:
عکس: منصور ابراهیمی
گرافیک: مهدی مقامی
مدیر اجرایی: مهدی میرزا باقریان

## جستار های وابسته
مرتضی پاشایی
ترانه شناسی مرتضی پاشایی
یکی‌ هست
مرگ و تشعیع مرتضی پاشایی
جاده یک طرفه